# حول العالم في ثمانين يوما (مسلسل 2021)
حول العالم في ثمانين يوما (بالإنجليزية: Around the World in 80 Days)‏ هو مسلسل تاريخي دراما مبني على رواية تحمل نفس الاسم للكاتب جول فيرن،المسلسل من بطولة ديفيد تينانت،إبراهيما كوما،جيسون واتكينز،بيتر ساليفان،شيفاني غاي وريتشارد ويلسون.
تم عرض المسلسل على قناة فرنسا 2 في 20 ديسمبر 2021 وعلى بي بي سي الأولى في 26 ديسمبر 2021 وعلى بي بي إس في 2 يناير 2022.

## روابط خارجية
حول العالم في ثمانين يوما (مسلسل 2021) على موقع IMDb (الإنجليزية)
- حول العالم في ثمانين يوما (مسلسل 2021) على موقع ميتاكريتيك (الإنجليزية)
- حول العالم في ثمانين يوما (مسلسل 2021) على موقع روتن توميتوز (الإنجليزية)
- حول العالم في ثمانين يوما (مسلسل 2021) على موقع فيلمافينيتي (الإسبانية)
- حول العالم في ثمانين يوما (مسلسل 2021) على موقع كينوبويسك (الروسية)
- حول العالم في ثمانين يوما (مسلسل 2021) على موقع ألو سيني (الفرنسية)
- حول العالم في ثمانين يوما (مسلسل 2021) على موقع قاعدة بيانات الفيلم (الإنجليزية)